# 에설 머먼
에설 머먼(Ethel Merman, 1908년 1월 16일 ~ 1984년 2월 15일)은 미국의 배우이다. 뉴욕주 롱아일랜드에서 태어났다. 1930년에 유흥업소에서 노래를 부르고 있던 그녀는 조지 거슈윈에게 발견되었고 그의 뮤지컬 〈걸크레이지〉에 발탁되어 대갈채를 받았다. 이어서 〈애니팅 고스〉, 〈듀바라는 귀부인〉, 〈마담이라고 불러다오〉, 〈애니여 총을 들어라〉 등이 크게 인기를 얻었다. 풍부한 성량과 다이나믹한 창법은 전형적 뮤지컬 배우의 모습이라고 할 수 있다. 영화 《집시》, 《세기의 악단》에도 출연하였으며, 라스베이거스 클럽 등에도 출연하였다.

## 영화
- 알렉산더의 랙타임 밴드
- 매드 매드 대소동
- 에어플레인 (영화)

## 텔레비전
- 에드 설리번 쇼
- 배트맨 (드라마)
- 머펫 쇼